# FKバニーク・ソコロフ
FKバニーク・ソコロフ（チェコ語: FK Baník Sokolov）は、チェコのカルロヴィ・ヴァリ州のソコロフをホームタウンとするサッカークラブ。

## 歴史
クラブは1948年7月7日にSK FHDB Falknov nad Ohříの名前で創設された。同年11月にZTSソコルHDBソコロフに改称した。1953年からバニーク・ソコロフのクラブ名が使用された。2006年、パルドゥビツェからフォトバロヴァー・ナーロドニー・リガのライセンスを購入し、クラブ初となるプロサッカーリーグ参戦を果たした。

## 歴代所属選手
- ペトル・イラーチェク 2006-2008
- ヴラディミール・ダリダ 2011